# Liste der Monuments historiques in Valfroicourt
Die Liste der Monuments historiques in Valfroicourt führt die Monuments historiques in der französischen Gemeinde Valfroicourt auf.

## Liste der Immobilien
| Bezeichnung      | Beschreibung                                  | Standort                    | Kennzeichnung | Schutzstatus | Datum | Bild           |
| ---------------- | --------------------------------------------- | --------------------------- | ------------- | ------------ | ----- | -------------- |
| Château Maugiron | Schloss, zweites Viertel des 18. Jahrhunderts | Rue de la Baronnerie (Lage) | PA00107330    | Classé       | 1990  | weitere Bilder |

## Liste der Objekte
| Bezeichnung                        | Beschreibung                                         | Standort                                      | Kennzeichnung | Schutzstatus | Datum | Bild |
| ---------------------------------- | ---------------------------------------------------- | --------------------------------------------- | ------------- | ------------ | ----- | ---- |
| Skulptur Sitzende Madonna mit Kind | Stein, farbig gefasst, 15. Jahrhundert               | in der Kirche Assomption-de-Notre-Dame (Lage) | PM88000955    | Classé       | 1964  |      |
| Schranke zur Taufkapelle           | Schmiedeeisen, bemalt und vergoldet, 17. Jahrhundert | in der Kirche Assomption-de-Notre-Dame (Lage) | PM88000956    | Classé       | 1982  |      |